# レモン山天文台

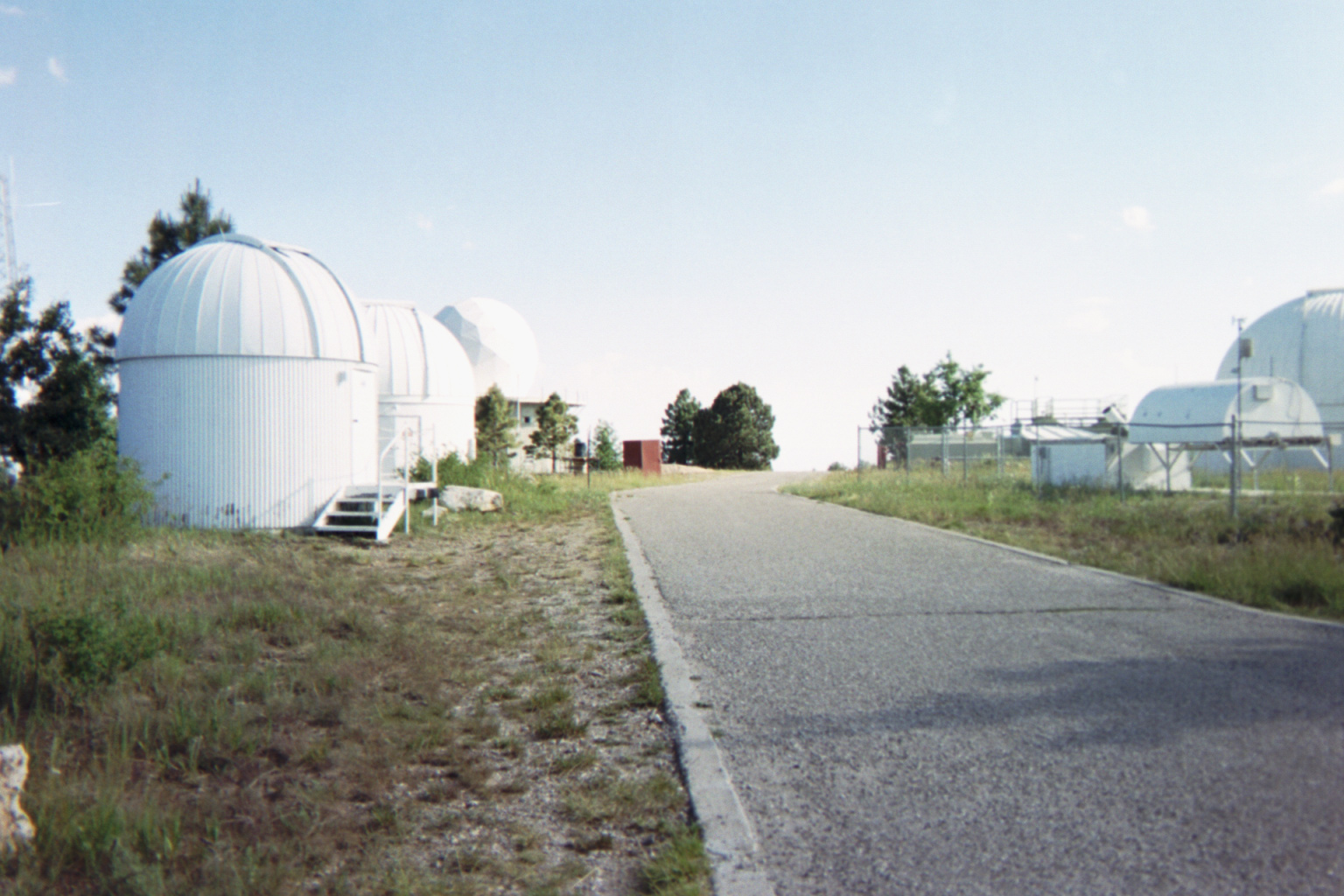
レモン山天文台の望遠鏡

レモン山天文台（レモンざんてんもんだい、Mount Lemmon Infrared Observatory ）はサンタ・カタリーナ山地のコロナド国立森林内、アリゾナ大学の北約73km、海抜2,800mのレモン山の頂上にある。
1970年までは北アメリカ航空宇宙防衛司令部のレーダー基地であったのを、ハイテク赤外線天文台に変換したものであって、現在も軍時代のレーダーが残っている。それらはスペースシャトルがニューメキシコ州のホワイト・サンズ基地に緊急着陸の際に使用される。
天文台が所有する40inカセグレン式望遠鏡とアメリカ航空宇宙局（NASA）と共同運用する60inカセグレン式望遠鏡などの望遠鏡がある。
後者の望遠鏡を用いてNASAのJPLは組織的な地球接近天体捜索を行っており、多数の小惑星や彗星を発見している。天文台コードはG96。彗星については、クレジットは原則として観測者に与えるというアリゾナ大学チームの方針から、自動捜索で小惑星として初期報告された天体を除き、天文台内で発見した個人名が付けられている。

## 番号付き周期彗星
- 170P/Christensen - クリステンセン彗星
- 261P/Larson - ラーソン彗星
- 271P/van Houten-Lemmon - ファンホウテン・レモン彗星

## そのほかの彗星
- P/2005 L4 (Christensen) - クリステンセン周期彗星
- P/2005 T2 (Christensen) - クリステンセン周期彗星
- P/2006 F1 (Kowalski) - コワルスキ周期彗星
- P/2006 F2 (Christensen) - クリステンセン周期彗星
- C/2006 U7 (Gibbs) - ギッブス周期彗星
- C/2006 WD4 (Lemmon) - レモン彗星
- C/2006 YC (Catalina-Christensen) - カタリナ・クリステンセン彗星
- P/2007 A2 = 2006 WY182 (Christensen) - クリステンセン周期彗星
- C/2007 K1 (Lemmon) - レモン彗星
- P/2007 R1 (Larson) - ラーソン周期彗星
- P/2007 R3 (Gibbs) - ギッブス周期彗星
- C/2007 S2 (Lemmon) - レモン周期彗星
- P/2007 V2 (Hill) - ヒル周期彗星
- C/2007 W1 (Boattini) - ボアッティーニ彗星
- P/2008 CL94 (Lemmon) - レモン周期彗星
- C/2008 FK75 (Lemmon-Siding Spring) - レモン・サイディングスプリング彗星
- C/2008 G1 (Gibbs) - ギッブス彗星
- P/2008 J2 (Beshore) - ビショア周期彗星
- P/2008 O3 (Boattini) - ボアッティーニ周期彗星
- C/2008 S3 (Boattini) - ボアッティーニ彗星
- P/2008 T1 (Boattini) - ボアッティーニ周期彗星
- C/2009 F1 (Larson) - ラーソン彗星
- P/2009 K1 (Gibbs) - ギッブス周期彗星
- C/2009 K3 (Beshore) - ビショア彗星
- C/2009 S3 (Lemmon) - レモン彗星
- P/2009 SK280 (Spacewatch-Hill) - スペースウォッチ・ヒル周期彗星
- C/2009 U5 (Grauer) - グラウアー彗星
- C/2009 UG89 (Lemmon) - レモン彗星
- C/2009 W2 (Boattini) - ボアッティーニ彗星
- C/2010 M1 (Gibbs) - ギッブス彗星
- P/2010 TO20 (LINEAR-Grauer) - LINEAR・グラウアー周期彗星
- P/2010 U1 (Boattini) - ボアッティーニ周期彗星
- C/2010 U3 (Boattini) - ボアッティーニ彗星
- P/2011 C2 (Gibbs) - ギッブス周期彗星
- C/2011 C3 (Gibbs) - ギッブス彗星
- P/2011 FR143 (Lemmon) - レモン周期彗星
- P/2011 JB15 (Spacewatch-Boattini) - スペースウォッチ・ボアッティーニ周期彗星
- C/2011 L6 (Boattini) - ボアッティーニ彗星
- P/2011 S1 (Gibbs) - ギッブス周期彗星
- P/2011 V1 (Boattini) - ボアッティーニ周期彗星
- P/2011 VJ5 (Lemmon) - レモン周期彗星
- P/2011 Y2 (Boattini) - ボアッティーニ周期彗星
- C/2011 Y3 (Boattini) - ボアッティーニ周期彗星
- C/2012 BJ98 (Lemmon) - レモン周期彗星
- C/2012 E1 (Hill) - ヒル彗星
- P/2012 F5 (Gibbs) - ギッブス周期彗星
- C/2012 F6 (Lemmon) - レモン彗星
- P/2012 K3 (Gibbs) - ギッブス周期彗星
- C/2012 K8 (Lemmon) - レモン彗星
- C/2012 Q1 (Kowalski) - コワルスキ周期彗星
- P/2012 SB6 (Lemmon) - レモン周期彗星
- P/2012 WA34 (Lemmon-PANSTARRS) - レモン・パンスターズ周期彗星
- P/2013 G1 (Kowalski) - コワルスキ周期彗星
- C/2013 G6 (Lemmon) - レモン彗星